# Società Polisportiva Monselice 1979-1980
Questa pagina raccoglie le informazioni riguardanti la Società Polisportiva Monselice nelle competizioni ufficiali della stagione 1979-1980.

## Stagione
Nella stagione di Serie C2 1979-1980 la Polisportiva Monselice affronta il suo secondo campionato professionistico piazzandosi, al 9º posto. Inoltre per la prima volta in campionato affronta il Padova appena retrocesso dalla Serie C1. Le partite terminarono entrambe con un pareggio per 1-1 e per 0-0.
Nella Coppa Italia Semiprofessionisti, viene subito eliminato nella fase a gironi, piazzandosi ultimo nel girone. Anche in questa competizione, si trova ad affrontare i cugini del Padova. Le partite terminarono 2-0 per il Padova e 1-1.

## Divise
La divisa del Monselice era composta da una maglia rossa, calzoncini bianchi, calzettoni bianco-rossi.
| 1º | 2º |

## Organigramma societario
Area direttiva
- Presidente: Vittorio Brunello
- Direttore sportivo: Ermanno Cecchinato

Area tecnica
- Allenatore: Mauro Gatti

## Rosa
| N. |                   | Ruolo | Calciatore          |
| -- | ----------------- | ----- | ------------------- |
|    | Italia (bandiera) | C     | Alfredo Bernardini  |
|    | Italia (bandiera) | D     | Roberto Bottaro     |
|    | Italia (bandiera) | D     | Roberto Canazzo     |
|    | Italia (bandiera) |       | Conti               |
|    | Italia (bandiera) | D     | Luigi Cozza         |
|    | Italia (bandiera) | P     | Nico Facciolo       |
|    | Italia (bandiera) | A     | Paolo Gallo         |
|    | Italia (bandiera) | C     | Paolo Janes         |
|    | Italia (bandiera) | C     | Giuseppe Lazzaro    |
|    | Italia (bandiera) | A     | Romeo Lovo          |
|    | Italia (bandiera) | C     | Maurizio Mazzarella |

| N. |                   | Ruolo | Calciatore         |
| -- | ----------------- | ----- | ------------------ |
|    | Italia (bandiera) | A     | Fabio Molon        |
|    | Italia (bandiera) | C     | Fausto Nosè        |
|    | Italia (bandiera) | D     | Paolo Pajaro       |
|    | Italia (bandiera) | D     | Maurizio Penello   |
|    | Italia (bandiera) | A     | Vanni Scarso       |
|    | Italia (bandiera) | C     | Lorenzo Stefanelli |
|    | Italia (bandiera) | P     | Ubaldo Stefani     |
|    | Italia (bandiera) | D     | Francesco Tisato   |
|    | Italia (bandiera) | C     | Emilio Vendramin   |
|    | Italia (bandiera) | A     | Giovanni Ziviani   |
|    | Italia (bandiera) | C     | Roberto Zorzi      |

## Risultati

### Coppa Italia Semiprofessionisti

#### Fase a gironi - Girone 10
| Squadra      | P.ti | G | V | N | P | GF | GS | DR |
| ------------ | ---- | - | - | - | - | -- | -- | -- |
| 1. Padova    | 7    | 4 | 3 | 1 | 0 | 7  | 2  | +5 |
| 2. Adriese   | 3    | 4 | 1 | 1 | 2 | 5  | 6  | -1 |
| 3. Monselice | 2    | 4 | 0 | 2 | 2 | 3  | 7  | -4 |

| Squadra #1 | Squadra #2 | Andata | Ritorno |
| ---------- | ---------- | ------ | ------- |
| Adriese    | Padova     | 0-2    | 1-2     |
| Monselice  | Adriese    | 2-2    | 0-2     |
| Padova     | Monselice  | 2-0    | 1-1     |

## Statistiche

### Presenze
- Bottaro (31)

### Reti
- Giovanni Ziviani (19)

## Fonti
- Calciatori panini 1979-1980